# Dick White
Sir Dick Goldsmith White (Tonbridge, Kent, 20 december 1906 – Burpham, 21 februari 1993) was een lid van de Britse geheime diensten. Hij werd directeur-generaal van MI5 (1953-1956) en directeur-generaal van MI6 (1956-1968).

## Levensloop
White was de zoon van de ijzerhandelaar Percy Hall White en van Gertrude Farthing. Na middelbare school aan Bishop's Stortford College, promoveerde hij in geschiedenis aan Christ Church, universiteit van Oxford, waar hij ook Duits leerde.
In Oxford University was hij bekend als sportman. Peter Wright beschreef hem als gelijkend op de filmacteur David Niven: "dezelfde perfect Engelse manieren, charme en onberispelijke kleding." Hij was, schreef Wright, "groot van gestalte, met gezonde gelaatstrekken en een scherpe blik".
Hij vervolgde zijn studies aan de Universiteit van Michigan in de Verenigde Staten. Terug in Engeland werd hij leraar in Croydon. In 1935 werd hij opgemerkt door een rekruteur en werd uitgenodigd voor een onderhoud in MI5 met Guy Liddell.

## Carrière
Aangeworven door MI5 werd hij belast met het opvolgen van het nazisme in Duitsland. Hij verbleef een jaar in München om er agenten voor MI5 te rekruteren. Terug in Engeland vervolgde hij zijn rekruteringsinspanningen, samen met Jona Ustinov, met onder meer inspanningen om agenten van de Abwehr tot dubbelagent te maken.
Hij werd adjunct-directeur van de B Divisie, onder Liddell. Vanaf 1943 werkte hij voor de Supreme Headquarters Allied Expeditionary Forces (SHAEF) als adviseur voor contraspionage. Bij het einde van de oorlog was hij opgeklommen tot de rang van 'brigadier' (generaal). Hij werd in 1945 naar Berlijn gezonden om er het lot van Adolf Hitler op te zoeken.
In 1947 keerde hij terug bij MI5 als directeur van de contraspionage afdeling. In 1949 verwittigde de FBI dat er een Sovjetspion werkzaam was in Harwell, de Atomic Energy Research Establishment. Onderzoek wees naar Klaus Fuchs, die werd ondervraagd en bekende.
Vervolgens was het de periode waarin Donald Maclean en Guy Burgess als Sovjetagenten ontdekt werden, maar naar de Sovjet-Unie vluchtten voor ze gearresteerd waren. Later werd ontdekt dat het Kim Philby was die ze had verwittigd. Philby was gecompromitteerd en nam ontslag bij MI6, hoewel hij enkele jaren later onschuldig werd verklaard door Harold Macmillan zelf.
In 1953 werd White benoemd tot directeur-generaal van MI5 en in 1956 tot directeur-generaal van MI6.
Hij werkte er aan het verbeteren van de relaties tussen MI6 en zowel de CIA als de Britse administratie. Hij slaagde er ook in de MI6-officier George Blake als Sovjetspion te ontmaskeren en tot veertig jaar gevangenis te doen veroordelen.
Jarenlang verdacht hij Kim Philby eveneens een Sovjetspion te zijn. Hij stuurde Nicholas Elliott naar Beiroet om er Philby te ondervragen. Het gevolg was dat Philby weliswaar bekende maar meteen naar de Sovjet-Unie vluchtte.
White had ook te maken met het ontmaskeren van de Sovjetspion Anthony Blunt.
Toen hij in 1968 met pensioen ging, werd White coördinator van de inlichtingendiensten bij het Britse kabinet, en dit tot in 1972.

## Familie
White trouwde in 1945 met Kathleen Bellamy en ze hadden vier kinderen.

## Eerbetoon
- OBE (Officer of the British Empire) in 1942,
- CBE (Commander of the British Empire) in 1950,
- KBE (Knight Commander of the Most Excellent Order of the British Empire), in 1955,
- KCMG (Knight Commander of the Order of St Michael and St George), in 1960.

## Overlijden
White overleed thuis in 1993 na een langdurige ziekbed, aan darmkanker.